# Regne de Gampola
El regne de Gampola és el nom d'un estat singalès que va existir entre la meitat del segle xiv i el començament del segle xv, continuador del regne de Kurunegala. Agafava el seu nom d'una ciutat anomenada Gampola o Gambola localitzada prop de Kandy a la Província Central de Sri Lanka. Gampola va ser feta la capital del regne per Vijayabahu V (mort en data incerta vers 1341) cap al final del seu regnat; el rei va tenir el suport per aquests canvi del general Senalankadhikara. A Vijayabahu V el va succeir el seu fill Buwanekabahu IV, el qual va governar per uns quatre anys a la meitat del segle xiv (vers els anys 1341 a 1345) sent de fet el primer rei de Gampola.
Després de la seva mort, el seu germà, Parakramabahu V (1345/1353 - 1357/1359), que governava a Dedigama, va restar uns anys en aquesta ciutat però es va traslladar a Gampola probablement prop del 1353. Fou enderrocat per Vikramabahu III (1357/1359) que era fill de Buwanekabahu IV. El nou rei va exercir el poder fins 1374. El rei deposat fou exiliat a Malaia.
Vikramabahu III va transportar la relíquia del dent a Gampola i va celebrar un festival en honor d'aquesta sagrada relíquia. Va construir un santuari a Niyamgampaya a Gampola. El temple de la roca de "Gadaladeniya Viharaya" va ser construït també pel rei Vikramabahu III. Mentrestant el ministre Alakeswara Mantri esdevenia més potent que el propi rei al que va ajudar a derrotar el rei tàmil Araya Chakravarthi, que dominava el nord del país. El ministre va construir la nova fortalesa de Jayawardhana Kotte, uns 10 km al sud de la moderna Colombo, que servia com a punt de reunió dels singalesos.
Hi ha molts temples budistes pertanyent a l'era Gampola com Lankathilaka i Ambekke Dewalaya.
El darrer rei de Gampola fou Buwanekabahu V, fill d'una germana del anterior rei, posat al tron pel clan Alakeswara sota Kumara Alakeswara. Va governar l'illa per uns 29 anys. Vira Alekaswara va succeir a Kumara però vers el 1391 fou enderrocat per altres aspirants al poder que van posar al tron a Vira Bahu II (1392-1397), cunyat de Buwanekabahu V, que va governar per un temps amb seu a Raigama, una població situada a la moderna província Central; Vira Alekaswara hauria recuperat el poder amb l'ajut de mercenaris estrangers, a finals de segle matant a Vira bahu II i als seus dos fills (de nom desconegut) i va pujar al tron ell mateix amb el nom de Vijayabahu VI (1397-1408/1411). L'almirall xinès Zheng He, que va aparèixer per l'illa uns anys després, va derrotar i capturar a Vujayabahu VI i el va enviar a la Xina (entre el 1408 i el 1411) i encara que al cap d'un temps va poder tornar havia perdut prestigi i ja no va recuperar el poder personalment. En la seva absència va pujar al tron Parakrama Bahu Epa, net de Senalankahikara Senevirat, un ministre de Bhuvanaikabâhu IV, que va governar efímerament des de Gampola. Vers 1412 Parakrama Bahu Epa fou substituït per Rukule Parakramabahu VI, possible fill de Vijayabahu VI (i la seva reina Sunetra Devi) i, per tant, membre de la dinastia Alakeswara, o be tercer fill de Chandra Banu de Jaffna (Jaffnapatam o Yapa Patuna).
El nou rei va establir la capital a Kotte, obrint el període del regne de Kotte.